# アジア系アメリカ人
アジア系アメリカ人（アジアけいアメリカじん、英語: Asian American）は、アメリカ合衆国の市民のうち、アジアにルーツを持つ人々のこと。

## 概要
アメリカ国籍を有するアジア系の人間を指す。最も多いのは2019年時点で中国系となっており、アジア系の23%を占める。以下インド系、フィリピン系、ベトナム系、韓国系、日系、台湾系アメリカ人と続く。
太平洋諸島に起源を持つ人々と合わせて、アジア・太平洋諸島系アメリカ人（Asian/Pacific American (APA) またはAsian/Pacific Islander (API) または Asian Americans and Pacific Islanders (AAPI)）という呼び方もある。

## 歴史
アジア系アメリカ人は民族のグループごとの異なった歴史がある。
最も古いアジア系の移民はフィリピン系でありアメリカ独立以前の16世紀に当時の宗主国であるスペインの船でやってきた。 
19世紀には中国人移民が急増し、アメリカ政府は1882年に中国人排斥法を成立させた。その後、日本からの移民が増えることで、1913年にカリフォルニア州で日系移民の土地利用を制限する排日土地法（外国人土地法）が成立した。さらにその後、1924年に日本人移民を制限する排日移民法が成立し、日米関係は悪化した。
1939年に第二次世界大戦が勃発すると、中国は同盟国であったために中国人排斥法が撤廃される一方で、1942年に日系人の強制収容が始まった。1945年に第二次世界大戦が終結しても収容は解かれず、1946年に強制収容が解かれた。1952年、移民国籍法が成立した。
1960年代の黒人らの公民権運動、ブラック・パワー運動に刺激されて、アジア系アメリカ人の市民権拡大運動（イエローパワー運動）が起こった。しかし、ベトナム戦争の終了とともに多くの運動は解散した。
1982年、日米貿易摩擦の渦中でビンセント・チンが殺害される事件が起こり、これがアジア系アメリカ人の権利向上のきっかけとなった。
2020年、新型コロナウイルスの感染拡大を契機に中国系アメリカ人へのヘイトクライムの被害が相次ぐ。なお、新型コロナウィルス感染拡大をきっかけにしたヘイトクライムは、白人が加害者になるケースだけでなく黒人が加害者になるケースも多く目立った。

## 政治
2014年3月、カリフォルニア州の上院議員であるリーランド・イーがチャイナタウンのマフィアらと共謀し、銃器密売や恐喝、贈賄を行なったとして連邦捜査局に逮捕された。

## 経済
アジア系アメリカ人は出自別では全米で最も経済的に成功している。2012年3月に発表された米国雇用機会均等委員会の調査によると、世帯毎の平均年収はアジア系が53,401ドル、白人が50,349ドル、ヒスパニックが49,873ドル、黒人が44,333ドルとなっており、アジア系が首位を確保している。

## 社会的地位
アジア系アメリカ人の社会的地位は、一般的にはアフリカ系アメリカ人より高く、ヨーロッパ系アメリカ人よりは低い、中流の立ち位置とされている。アジア系アメリカ人はモデル・マイノリティとして白人至上主義的なアメリカ社会で一定の恩恵を受けてきたと見なされる場合もあり、非白人でありながら他のマイノリティとの関係性は必ずしも良好ではない。

## 著名なアジア系アメリカ人

### 政治家
- ジョージ・アリヨシ - 日系二世。 元ハワイ州知事。アジア系初の州知事。
- ダニエル・イノウエ - 日系二世。上院仮議長。
- ベン・カエタノ - フィリピン系。 元ハワイ州知事。
- ボビー・ジンダル - インド系。元ルイジアナ州知事。
- イレーン・チャオ - 台湾系。元労働長官。
- スティーブン・チュー - 中国系。実験物理学者・政治家。ノーベル物理学賞受賞。エネルギー長官。
- メイジー・ヒロノ - 日系一世。元下院議員、現上院議員。アジア系女性初の上院議員。
- カマラ・ハリス - インド系。第49代副大統領（当選者）、カリフォルニア州司法長官。
- ニッキー・ヘイリー - インド系。前サウスカロライナ州知事。
- ノーマン・ミネタ - 日系二世。サンノゼ市長、商務長官、運輸長官を歴任。アジア系初の閣僚。
- ゲイリー・フェイ・ロック - 中国系。元ワシントン州知事、商務長官。中国系アメリカ人初の州知事。

### 法律家
- トーマス・タン (en:Thomas Tang)  - 中国系。裁判官。アメリカ合衆国連邦裁判所判事。
- タニ・キャンティル＝サカウエ (en:Tani Cantil-Sakauye)  - フィリピン系。裁判官。カリフォルニア州最高裁判所長官。
- デニー・チン (en:Denny Chin) 中国系。裁判官。アメリカ合衆国第2巡回控訴裁判所判事。
- ジョイス・L・ケナード (en:Joyce L. Kennard) インドネシア系および中国系。裁判官。カリフォルニア州最高裁判所判事。
- ミン・チン (en:Ming Chin) 中国系。裁判官。カリフォルニア州最高裁判所判事。
- ドリー・M・ジー (en:Dolly M. Gee) 中国系。裁判官。カリフォルニア州中央地区連邦地方裁判所判事。
- ジョージ・H・キング (en:George H. King) 中国系。裁判官。カリフォルニア州中央地区連邦地方裁判所判事。
- エドモンド・E・チャン (en:Edmond E. Chang) 台湾系。裁判官。イリノイ州北部地区連邦地方裁判所判事。
- エドワード・E・チェン (en:Edward M. Chen) 中国系。裁判官。カリフォルニア州北部地区連邦地方裁判所判事 。
- ハーバート・チョイ (en:Herbert Choy) 韓国系。裁判官。アメリカ合衆国連邦裁判所判事。
- ウェンディ・ドゥオン (en:Wendy Duong) ベトナム系。裁判官。ヒューストン郡裁判所判事。
- ドリス・リン＝コハン (en:Doris Ling-Cohan) 中国系。裁判官。ニューヨーク州高位裁判所判事。
- ロナルド・ムーン (en:Ronald Moon) 韓国系。裁判官。ハワイ州最高裁判所長官。
- ルーシー・H・コ (en:Lucy H. Koh) 韓国系。裁判官。カリフォルニア州北部地区連邦地方裁判所判事。
- ロナルド・S・W・ルー (en:Ronald S.W. Lew) 中国系。裁判官。カリフォルニア州中央地区連邦地方裁判所判事。
- リリアン・リム (en:Lillian Lim) フィリピン系。裁判官。カリフォルニア州上位裁判所判事。
- ジャクリーン・グエン (en:Jacqueline Nguyen) ベトナム系。裁判官。カリフォルニア州中央地区連邦地方裁判所判事。

### 軍人
- エリック・シンセキ - 日系三世。第34代陸軍参謀総長。アメリカ陸軍における最初のアジア系大将であり、また最初のアジア系退役軍人長官である。
- エドワード・ソリアーノ - フィリピン系。アメリカ陸軍における最初のフィリピン系将官。
- ジョン・フー - 中国系。アメリカ陸軍における最初の中国系将官。
- ゴードン・チャン＝フー - 中国系。アメリカ海軍における最初の中国系将官。
- チュー・イェン・リー - 中国系。アメリカ海兵隊における最初の中国系将校。

### 警察
- ヘザー・フォン (en:Heather Fong)  - 中国系。警察。サンフランシスコ市警察本部長。

### 宇宙飛行士
- エリソン・オニヅカ　-  日系三世。空軍中佐。アジア系アメリカ人初のNASA宇宙飛行士。チャレンジャー号爆発事故で殉職。
- カルパナ・チャウラ　-  インド系。コロンビア号空中分解事故で殉職。
- スニータ・ウィリアムズ - インド系。
- ルロイ・チャオ（en:Leroy Chiao） - 中国系。
- フランクリン・チャン＝ディアス - 中国系。
- ユージン・トリン（en:Eugene Trinh）- ベトナム系。
- エドワード・ルー - 中国系。
- テイラー・ワン（en:Taylor Wang） - 中国系。

### 医学
- サンジェイ・ガプタ - インド系。アメリカの医学者。

### 学者
- S. R. シュリニヴァーサ・ヴァラダン - インド系。数学者。アーベル賞受賞（2007年）。
- ジェグォン・キム（金在権） - 韓国系。哲学者。日本統治時代朝鮮生まれ
- シュリニヴァス・クルカルニ - インド系。天文学者。
- 呉健雄 - 中国系。女性物理学者。「中国のキュリー夫人」。アメリカ物理学会で史上初の女性の会長。 マンハッタン計画に参加。
- ハー・ゴビンド・コラナ - インド系。分子生物学者。ノーベル生理学・医学賞受賞（1968年）。
- ノシル・ゴワディア - インド系。設計エンジニア。
- ガヤトリ・C・スピヴァク - インド系。文芸評論家、理論家、比較文学者。
- ラビ・バトラ - パキスタン系。経済学者。
- ホミ・K・バーバ、- インド系。批評家、文学者。
- ロジャー・Y・チエン - 中国系。生化学者。ノーベル化学賞受賞（2008年）。
- スティーブ・チェン（陳世卿） - 台湾系。スーパーコンピュータの設計者。
- スブラマニアン・チャンドラセカール - インド系。天体物理学者。ノーベル物理学賞受賞（1983年）。
- スティーブン・チュー  - 中国系。実験物理学者。ノーベル物理学賞受賞（1997年）。
- 陳省身 - 中国系。数学者。ウルフ賞数学部門受賞。
- ダニエル・ツイ - 中国系。実験物理学者。ノーベル物理学賞受賞（1998年）。
- サミュエル・ティン - 中国系。物理学者。 ノーベル物理学賞受賞（1976年）。
- シン＝トゥン・ヤウ - 中国系。数学者。フィールズ賞受賞（1982年）。
- アンドリュー・チーチー・ヤオ - 台湾系。計算機科学者。
- 楊振寧 - 中国系。物理学者。ノーベル物理学賞受賞（1957年）。
- ヴェンカトラマン・ラマクリシュナン - インド系。構造生物学者。ノーベル化学賞受賞（2009年）。
- ヴィラヤヌル・S・ラマチャンドラン - インド系。神経科医、心理学・神経科学者。
- 李政道 - 中国系。物理学者。ノーベル物理学賞受賞（1957年）。
- 李遠哲 - 台湾系。化学者。ノーベル化学賞受賞（1986年）。日本統治時代台湾生まれ
- ジェーン・ルー - ベトナム系。天文学者。アニー・J・キャノン賞受賞。
- ラジ・レディ - インド系。ロボット工学者。
- ユージ・イチオカ - 日系。 UCLA教授。「アジア系アメリカ人」という呼称の生みの親
- 雨宮健 - 日系。経済学者。日本国籍
- 南部陽一郎 - 日系。理論物理学者。ノーベル物理学賞（2009年）
- チャールズ・ペダーセン - 日系。化学者。ノーベル化学賞（1987年）
- 大野乾 - 日系。生物学者
- 藤田哲也 - 日系。気象学者
- ミチオ・カク - 日系。物理学者
- 下村努 - 日系。物理学者

### 実業家
- ジョード・カリム -  バングラデシュ系。 実業家。YouTubeの創立者の一人。
- ビノッド・コースラ - インド系。実業家。サン・マイクロシステムズ社の設立者の一人。
- スティーブ・チェン  (陳士駿) - 台湾系。 YouTubeの創立者の一人。
- アマー・G・ボーズ - インド系。音響機器メーカーBOSEの創業者。
- ジェリー・ヤン - 台湾系。Yahoo! の元最高経営責任者（CEO）、チーフ、取締役。
- アン・ワング - 中国系。コンピュータ技術者、発明家。ワング・ラボラトリーズの創設者の1人。
- アンドリュー・ヤン - 台湾系。実業家、政治活動家、作家、元弁護士。

### 建築家
- マヤ・リン (en:Maya Lin)- 中国系。ベトナム戦争戦没者慰霊碑の設計者。
- イオ・ミン・ペイ - 中国系。ルーヴル美術館ガラスのピラミッドの設計者。
- ミノル・ヤマサキ - 日系。世界貿易センタービルの設計者。

### 芸術家
- アナスイ - 中国系。ファッションデザイナー。
- ヴェラ・ウォン - 中国系。ファッションデザイナー。
- ヴィヴィアン・タム - 中国系。ファッション・デザイナー。
- サラ・チャン - 韓国系。ヴァイオリニスト。
- チョーリャン・リン - 台湾系。ヴァイオリニスト。
- ピーター・チョン - 韓国系。アニメーター。
- ズービン・メータ - インド系。指揮者。
- ジム・リー - 韓国系。アメリカン・コミックス作家。
- アレキサンダー・ワン - 台湾系。ファッションデザイナー。
- ジュンパ・ラヒリ - インド系。 小説家
- エイミ・タン - 中国系。小説家。
- 張愛玲 - 中国系。小説家。
- アン・アキコ・マイヤース - 日系。ヴァイオリニスト
- スタン坂井 - 日系。漫画家。アイズナー賞受賞

### 映画
- M・ナイト・シャマラン - インド系。映画監督・脚本家。 アカデミー監督賞、アカデミー作品賞及びアカデミー脚本賞ノミネート。
- ターセム・シン - インド系。映画監督。
- ディーン・デヴリン - フィリピン系。映画プロデューサー、脚本家。代表的な製作・脚本は『インデペンデンス・デイ』、『GODZILLA』。
- ジェームズ・ウォン・ハウ - 中国系。撮影監督。アカデミー撮影賞受賞。
- アン・リー - 台湾系。映画監督。アカデミー監督賞とアカデミー外国語映画賞受賞。
- マシュー・リバティーク -フィリピン系。撮影監督。アカデミー撮影賞ノミネート。
- ジャスティン・リン - 台湾系。映画監督。
- ウェイン・ワン - 中国系。映画監督。

### 俳優
- ジェリー伊藤 - 本名：ジェラルド・タメキチ・イトウ。日系二世。専ら日本で活躍した俳優。
- マコ岩松 - 本名：岩松信。日系一世。ハリウッドで活躍し、ハリウッド・ウォーク・オブ・フェームに名が残る唯一のアジア系俳優。
- ショー・コスギ - 日本名：小杉正一。日系一世。ハリウッドで活躍するアクション俳優。ケイン・コスギ、シェイン・コスギの父。
- ケイン・コスギ - 日系二世。主に日本で活動する俳優・タレント。母は台湾人。
- シェイン・コスギ - 日系二世。ハリウッド俳優。ケイン・コスギの弟。
- ブレンダ・ソング - タイ系またはミャオ系アメリカ人。
- キャサリン・ベル - イラン系（母親がイラン人）女優。
- ジョニー・ヨング・ボッシュ - 韓国系二世（母親が韓国系アメリカ人）の俳優。声優としても活動している。
- ユージ - 日系（母親が日本人）日本で活動してるタレント。曽祖父はドミニカ共和国元大統領、祖父は元駐日ドミニカ大使。
- キアヌ・リーブス - 俳優。父が中国系ハワイ人。
- チャド・マイケル・マーレイ - 祖母が日本人。
- ディーン・ケイン - 日系二世。
- ロブ・シュナイダー - 祖母がフィリピン人。
- クリスティン・クルック - 母が中国系インドネシア人。
- コンスタンス・ウー - 台湾系。女優。
- スティーブン・R・マックイーン - フィリピン系。俳優。祖母はフィリピン人の女優。
- ダレン・クリス  -　フィリピン系。俳優。
- B・D・ウォン - 中国系。俳優。トニー賞受賞
- アンナ・メイ・ウォン - 中国系。女優。主に20世紀前半に活躍した女優で、2022年より25セント硬貨にアジア系アメリカ人では初めて米国貨幣に肖像が使われる。
- ヴィクター・ウォン - 中国系。俳優。
- ティア・カレル - フィリピン系及び中国系。女優・歌手。グラミー賞受賞
- サン・カン - 韓国系。俳優。
- ダニエル・デイ・キム - 韓国系。俳優。
- マギー・Q - ベトナム系。女優
- ナンシー・クワン - 中国系。女優。ゴールデングローブ賞受賞
- フィービー・ケイツ - フィリピン系及び中国系。女優。
- ロリー・コクレーン - インド系。俳優。
- ミカエラ・コンリン - 中国系。女優。
- トゥラ・サターナ - 日系及びフィリピン系。女優。
- ヘイリー・スタインフェルド - フィリピン系。女優。アカデミー助演女優賞ノミネート
- シャニン・ソサモン - フィリピン系。女優。ティーン・チョイスアワードノミネート
- アレック・マパ -フィリピン系。俳優、コメディアン。
- アンナ・マリア・ペレス・デ・タグレ - フィリピン系及び中国系。女優、モデル。
- マーク・ダカスコス - 日系、フィリピン系及び中国系。俳優。サターン賞ノミネート
- ロザリンド・チャオ - 中国系。俳優
- マイケル・ポール・チャン- 中国系。俳優。全米映画俳優組合賞ノミネート
- ジェイミー・チャン - 韓国系。女優
- ジョン・チョー  -　韓国系。俳優。MTVムービー・アワードノミネート
- マーガレット・チョー - 韓国系。コメディアン・女優。
- ケン・チョン - 韓国系。コメディアン・俳優。MTVムービー・アワード受賞
- ジョアン・チェン - 中国系。女優。
- ブライアン・ティー - 日系。韓国系。俳優。
- ジェニファー・ティリー - 中国系。女優。アカデミー助演女優賞ノミネート
- メグ・ティリー - 中国系。女優。ゴールデングローブ助演女優賞受賞
- ローレン・トム - 中国系。女優。オビー賞受賞
- ミン・ナ - 中国系。女優。アニー賞受賞
- ハイン・S・ニョール - カンボジア系及び中国系。産婦人科医、俳優。アカデミー助演男優賞受賞
- ヴァネッサ・ハジェンズ - フィリピン系及び中国系。女優・歌手。 ティーン・チョイスアワード受賞。
- ケリー・ヒュー - 中国系。女優。ミス・ティーンUSA優勝。MTVムービー・アワードノミネート。
- ニコール・ビルダーバック -　韓国系。女優
- ルー・ダイアモンド・フィリップス - 日系、フィリピン系及び中国系。俳優 ゴールデングローブ賞ノミネート
- ユル・ブリンナー - モンゴル系。俳優。アカデミー主演男優賞受賞
- カル・ペン  - インド系。俳優。ティーン・チョイスアワードノミネート。
- ジェームズ・ホン - 中国系。俳優・声優。アニー賞受賞
- カール・ユーン - 韓国系。俳優。モデル。
- リック・ユーン - 韓国系。俳優。モデル。
- キム・ユンジン - 韓国系。女優
- アーロン・ヨー - 韓国系。俳優。
- センディル・ラママーシー - インド系。俳優
- ナヴィ・ラワット - インド系。女優
- ウィル・ユン・リー - 中国系。韓国系。俳優。
- ジェームズ・キーソン・リー - 韓国系。俳優。
- レジー・リー - 中国系。俳優。
- ジェイソン・スコット・リー - 中国系。俳優。MTVムービー・アワードノミネート。
- ブルース・リー - 中国系。俳優。
- ルーシー・リュー  - 中国系。女優
- ケイ・ルーク - 中国系。俳優。20世紀前半から活躍している俳優。
- ケン・レオン - 中国系。俳優。
- カラン・ブラル - インド系。俳優。
- オークワフィナ - 中国系、韓国系。女優・ラッパー。第77回ゴールデングローブ賞主演女優賞（ミュージカル・コメディ部門）を受賞。
- ジョージ・タケイ - 日系二世。俳優。日系人として初めてハリウッドのウォーク・オブ・フェームに名前を残した人物。

### 放送・報道
- アン・カリー　- 日系人。NBC ニュースアンカー。母が日本人。
- ファリード・ザカリア - インド系。ジャーナリスト。
- フィン・コン・ウト - ベトナム系。報道写真家。ピューリッツァー賞受賞
- ディス・プラン - カンボジア系。報道写真家

### モデル
- ブレンダ・ソング　- タイ系またはミャオ系アメリカ人。
- キャサリン・ベル　- イラン系（母親がイラン人）。女優。
- ティラ・テキーラ - ベトナム系。モデル、テレビ・パーソナリティ。

### ミュージシャン
- アップル・デ・アップ - フィリピン系。ブラック・アイド・ピーズのメンバー。
- エンリケ・イグレシアス - フィリピン系。シンガー。
- ジェームス・イハ - 日系。スマッシング・パンプキンズのギタリスト。
- エイメリー - 韓国系。シンガー。
- トニー・カナル（en:Tony Kanal） - インド系。ノー・ダウトのベースギター。
- キャシー - フィリピン系。シンガー。
- ケリス - 中国系。シンガー。
- ジョーイ・サンティアゴ（en:Joey Santiago） - フィリピン系。ピクシーズのリード・ギタリスト。
- ミシェル・ザウナー - 韓国系。ヴォーカリスト、ギタリスト。
- マイク・シノダ - 日系。リンキン・パークのヴォーカリスト、ギタリスト。
- ニコール・シャージンガー - フィリピン系。プッシーキャット・ドールズのリード・ヴォーカリスト。
- ノラ・ジョーンズ - インド系。シンガー。
- キム・セイル（en:Kim Thayil） - インド系。サウンドガーデンのリード・ギタリスト。
- レゾンダ・トーマス - インド系。TLCのメンバー。
- チ・チェン（en:Chi Cheng (musician)） - 中国系。デフトーンズのベース。
- チョン・ニコル- 韓国系。KARAの元メンバー。
- アジア・ニトラーノ（en:Asia Nitollano） - フィリピン系。プッシーキャット・ドールズの元メンバー。
- ニーヨ - 中国系。シンガー。
- ヴァネッサ・ハジェンズ - フィリピン系及び中国系。女優・歌手。
- カーク・ハメット - フィリピン系。メタリカのリード・ギタリスト。
- カーミット・バシャー（en:Carmit Bachar） - インドネシア系及び中国系。プッシーキャット・ドールズの元メンバー。
- ワヴ・バーナード（en:Noah Bernardo） - フィリピン系。P.O.D.のドラマー 。
- ジェロ - 日系。アフリカ系アメリカ人でもある。
- ジョー・ハーン - 韓国系。リンキン・パークのDJ。
- マシュー・キイチ・ヒーフィー - 日系。ギタリスト。
- チャド・ヒューゴ（en:Chad Hugo）- フィリピン系。ザ・ネプチューンズのメンバー。
- ジェローム・フォンタミラス（en:Jerome Fontamillas）- フィリピン系。スウィッチフットのギター、キーボード。
- ミシェル・ブランチ - インドネシア系。シンガー。
- エドワード・ヴァン・ヘイレン - インドネシア系。ヴァン・ヘイレンのリード・ギタリスト。
- アレックス・ヴァン・ヘイレン - インドネシア系。ヴァン・ヘイレンのドラマー。
- ジョン・マイアング - 韓国系。ドリーム・シアターのベーシスト。
- ブルーノ・マーズ - フィリピン系。シンガー。
- ブライアン・マンティア（en:Bryan Mantia） - 日系。元プライマスのドラマー。
- ニッキー・ミナージュ - インド系。シンガー。
- ファーイースト・ムーヴメント
  - ケヴ・ニッシュ - 日系及び中国系。
  - プログレス - 韓国系。
  - Jスプリフ  - 韓国系。
  - DJヴァーマン - フィリピン系。
- チノ・モレノ - 中国系。デフトーンズ のヴォーカリスト。
- レイチェル・ヤマガタ - 日系。シンガー。
- ヒロ・ヤマモト - 日系。サウンドガーデン のオリジナル・メンバーで元ベーシスト。
- ジェイク・E・リー - 日系。オジー・オズボーンの元ギタリスト。
- キャメロン・ルー - 中国系。シンガーソングライター、マルチ・インストゥルメンタリスト。
- ダグラス・ロブ - 日系。フーバスタンクのヴォーカリスト。

### スポーツ選手
- マイケル・ノーマン - 日系アメリカ人 （母親が日本人、父親がアフリカ系アメリカ人）。陸上選手。
- タイガー・ウッズ - タイ系アメリカ人（母親はタイ人、父親が黒人）。カリフォルニア州サイプレス出身のプロゴルファー。
- ミシェル・クワン - 中国系。女性フィギュアスケート選手
- ドン・ワカマツ - 日系アメリカ人。（父親が日系三世、母親はアイルランド系アメリカ人）。元シアトル・マリナーズ監督。
- ロン・ダーリング - 中国系。（父親はフランス系カナダ人）。元メジャーリーグベースボール選手。
- カン・リー - ベトナム系。総合格闘家
- マイケル・チャン - 中国系。プロテニス選手。4大大会史上最年少優勝記録保持者。
- キャロライン・ジャン - 中国系。女性フィギュアスケート選手
- ブランドン・ヴェラ - フィリピン系。総合格闘家
- ダリップ・シン - インド系。プロレスラー
- バニア・キング - 中国系。プロテニス選手
- デビッド・バウティスタ - フィリピン系。プロレスラー
- ブライアン・ビロリア - フィリピン系。プロボクサー
- ナタリー・コーグリン - フィリピン系。　競泳選手
- ノニト・ドネア - フィリピン系。プロボクサー
- レックス・ウォルターズ(en:Rex Walters) - 日系。NBA選手。母親が日本人
- コーリー・ゲインズ - 日系。NBA選手
- ジェレミー・リン - 台湾系。NBA選手
- ワッツ・ミサカ -  日系。バスケットボール選手。歴史上初めての白色人種以外のNBA選手
- ロバート・スウィフト - 日系。NBA選手
- ミシェル・ウィー - 韓国系。プロゴルファー
- アレックス・シブタニ-日系アメリカ人。男性フィギュアスケート選手（アイスダンス）。競技パートナーは妹のマイア・シブタニ。アイスダンスのアジア系選手として史上初めて世界選手権でメダルを獲得。
- マイア・シブタニ-日系アメリカ人。女性フィギュアスケート選手（アイスダンス）。競技パートナーは兄のアレックス・シブタニ。アイスダンスのアジア系選手として史上初めて世界選手権でメダルを獲得。
- クリスティー・ヤマグチ-日系アメリカ人。女性フィギュアスケート選手。アルベールビルオリンピック女子シングル金メダリスト。

### その他
- スン＝イー・プレヴィン - 韓国系。養女。映画監督ウディ・アレンと結婚。
- チャン&エン・ブンカー兄弟 - タイ系、マレーシア系または中国系アメリカ人。タイ出身の結合双生児。結合双生児の別称である「シャム双生児」の語源となった兄弟。
- ヴァン・ダークホーム - ベトナム系。ポルノ俳優、映画監督、写真家。